# Jorge Carrascal
Jorge Carrascal, né le 25 mai 1998 à Carthagène des Indes en Colombie, est un footballeur colombien qui évolue au poste de ailier droit au CR Flamengo.

## Biographie

### Millonarios
Formé dans le club de Millonarios FC en Colombie, il fait ses débuts en professionnel le 9 novembre 2014 à seulement 16 ans face au Deportes Tolima, rencontre où son équipe s'incline sur le score d'un but à zéro.

### Séville
En juillet 2016, Jorge Carrascal rejoint l'Europe et l'Espagne, en s'engageant pour cinq ans avec le Séville FC. Il ne joue cependant aucun match avec l'équipe première et se contente de matchs avec les équipes de jeunes.

### Karpaty Lviv
Le 12 juillet 2017, Jorge Carrascal est prêté par Séville pour une saison au Karpaty Lviv. Il fait ses débuts avec son nouveau club le 23 juillet suivant, en championnat face à Vorskla Poltava. Il entre en jeu ce jour-là et son équipe perd le match (1-3). Il inscrit son premier but le 10 septembre 2017, pour sa deuxième apparition seulement, lors de la lourde défaite des siens face au Veres Rivne (1-6).

### River Plate
Le 29 janvier 2019, Jorge Carrascal signe avec River Plate en prêt avec option d'achat. Il joue son premier match le 17 mars suivant, en championnat face au CA Independiente. Il entre en jeu et son équipe s'impose par trois buts à zéro. Il inscrit son premier but pour River Plate le 28 juillet 2019 contre l'Argentinos Juniors, permettant à son équipe d'obtenir le point du match nul (1-1 score final).

### CSKA Moscou
Le 18 février 2022, Jorge Carrascal est prêté par River Plate jusqu'à la fin de la saison au CSKA Moscou.

## Statistiques

### En sélection nationale
| Saison                | Sélection             | Phases finales        | Phases finales | Phases finales | Phases finales | Éliminatoires CDM | Éliminatoires CDM | Éliminatoires CDM | Matchs amicaux | Matchs amicaux | Matchs amicaux | Total | Total | Total |
| Saison                | Sélection             | Compétition           | M              | B              | Pd             | M                 | B                 | Pd                | M              | B              | Pd             | M     | B     | Pd    |
| --------------------- | --------------------- | --------------------- | -------------- | -------------- | -------------- | ----------------- | ----------------- | ----------------- | -------------- | -------------- | -------------- | ----- | ----- | ----- |
| 2022-2023             | Colombie              | -                     | -              | -              | -              | -                 | -                 | -                 | 6              | 1              | 2              | 6     | 1     | 2     |
| 2023-2024             | Colombie              | Copa América 2024     | 3              | 0              | 0              | 5                 | 0                 | 0                 | 3              | 1              | 0              | 11    | 1     | 0     |
| Total sur la carrière | Total sur la carrière | Total sur la carrière | 3              | 0              | 0              | 5                 | 0                 | 0                 | 9              | 2              | 2              | 17    | 2     | 2     |